# Jakość
Jakość (gr. poiotes, łac. qualitas) – pojęcie filozoficzne zdefiniowane przez Platona jako „pewien stopień doskonałości”. Nazwę łacińską, która zachowała się w językach romańskich utworzył Cyceron tłumacząc termin grecki. 

## Ocena jakościowa i ocena jakości
Należy odróżnić ocenę jakościową od oceny jakości. Ocena jakościowa jest przeciwieństwem oceny ilościowej i polega na oszacowaniu własności dowolnego zdarzenia, procesu lub systemu w skalach relatywnych, np. (duży, mały), (zawsze, często, czasem, rzadko, nigdy), (bardzo dobrze, dobrze, wystarczająco, niewystarczająco). Jest powszechnie używana w życiu codziennym, naukach społecznych i w innych dziedzinach – przez ekspertów, kiedy ich wiedza wynika z doświadczenia trudnego do liczbowego oszacowania, np. w opiniach uznanych autorytetów. Jakościowa ilustracja przebiegu procesów jest też wstępną hipotezą dla przeprowadzenia eksperymentu lub budowy kwestionariusza w badaniach społecznych.
We współczesnym społeczeństwie przemysłowym, liczne nowe definicje kładą większy nacisk na jakość produktów określonych przez ich wartość użytkową, czyli w konsekwencji na społeczne aspekty użyteczności technologii i usług.
Przykładowo jakość eksploatacyjna to zespół właściwości i charakterystyk wyrobu, określający rzeczywisty stopień spełnienia aktualnych wymagań użytkownika (według normy ISO 8402)

### Jakość produktu
W tym kontekście najczęściej wymieniane są cechy jakości technologicznej:
- funkcjonalność: stopień i zakres realizacji oczekiwanych funkcji
- praktyczność: komfort użytkowania, łatwość obsługi i konserwacji i ich ergonomiczność
- niezawodność: zdolność do pracy bezusterkowej
- trwałość: okres zachowania cech użytkowych
- bezpieczeństwo użytkowania.

Jakość produktu jest związana z takimi jego własnościami handlowymi (jakość rynkowa), jak:
- stopień zgodności z wzorcem lub wyspecyfikowanymi wymaganiami
- widoczność zespołu cech istotnych dla produktu
- ekskluzywność: prestiż nabywcy związany z posiadaniem produktu lub jego marką
- estetyczność: pozytywne odczucia osobiste
- prezentacja: forma zaoferowania (warunki sprzedaży: otoczenie, obsługa, sposób dostawy, opakowanie, certyfikaty, referencje itp. zobacz: merchandising)
- koszt nabycia
- usatysfakcjonowanie użytkownika: zaspokojenie potrzeb i oczekiwań nabywcy.

Zatem są to cechy istotne z punktu widzenia konsumenta. Producent musi oprócz tego brać pod uwagę zyskowność i działalność konkurencji, co często jest w konflikcie z jakością technologiczną produktu. (Zobacz: zarządzanie przez jakość)

### Jakość życia
Ważnym wskaźnikiem w polityce i w strategiach rozwoju społecznego jest jakość życia lub poziom życia (ang. well-being or quality of life). Wskaźnik Jakości Życia
to zwykle statystyczna ocena społeczeństwa wynikająca głównie z porównań wielu parametrów ekonomicznych zdrowotnych i środowiskowych dotyczących jej warunków życia.
W modelach socjo-psychologicznych, jakość życia jest też widziana jako subiektywna ocena jednostki. J.M. Levine i K.L. Moreland zaproponowali model w którym obiektami porównywanymi są: "ja" – "inny" – "grupa", a porównania wykonywane są w kontekście społecznym: "wewnątrz grupy" – "między grupami" i w kontekście czasowym: "teraz" – "w przeszłości" – "w przyszłości". Wybór wariantu jest na ogół reakcją na jakąś zaszłość, która zwraca uwagę jednostki na obiekt odniesienia i skłania do dokonania porównań. Wynik porównania jest silnie uzależniony od samoświadomości jednostki i nie zawsze jest zgodny z oceną "innych", szczególnie jeśli porównanie "ja"-"ja" odnosi się do zamiarów, a porównanie "inni"-"ja" ocenia rzeczywiste dokonania.

### Jakość produktu
- wymagania, standardy, normy

- kontrola jakości, kontrola techniczna, brakarz, brakarnia, izolator braków,
- samokontrola,
- wadliwość
- wada nieistotna, istotna, krytyczna
- brak naprawialny, nienaprawialny

- Statystyki: rozkład normalny (rozkład Gaussa), odchylenie standardowe (sigma)
- Metoda sześć sigma (6S, six-sigma)

- Analiza przyczyn i skutków wad=FMEA
- SPC – statystyczna kontrola procesu
- TQM – Total Quality Management – zarządzanie przez jakość

- Kaizen poka-yoke

### Normy branżowe
- QS-9000 – standard motoryzacyjny opracowany przez Wielką Trójkę (Big 3) producentów samochodów (stracił ważność 15.12.2006); nadal rozwijane są związane z nim podręczniki (manuals): APQP, PPAP, SPC, FMEA, MSA.
- VDA 6.1 – standard niemiecki w branży motoryzacyjnej
- EAQF – standard francuski w branży motoryzacyjnej
- AVSQ – standard włoski w branży motoryzacyjnej
- ISO/TS 16949 – specyfikacja techniczna dla dostawców na pierwszy montaż (OE/ OES) w branży motoryzacyjnej, obejmujący wymagania ISO 9001 oraz specyficzne dla branży motoryzacyjnej.

- ISO 14001 – systemy zarządzania środowiskiem
- EMAS – bardziej restrykcyjny system zarządzania środowiskowego

- HACCP – system analizy zagrożeń i krytycznych punktów kontroli przy produkcji i przechowywaniu żywności

- TL 9000 – standard dla przemysłu telekomunikacyjnego

- SQAS – standard dla systemu transportu i przechowywania produktów chemicznych

- AQAP – (Allied Quality Assurance Publication)(Standaryzacyjna publikacja dotycząca jakości)-przepisy NATO dotyczące jakości

- SCC – certyfikacja na zgodność z systemem zarządzania bezpieczeństwem dla podwykonawców
- AS 8000 – wymagania dotyczące odpowiedzialności za warunki socjalne
- OHSAS 18001 – międzynarodowy dokument, wymagania dla systemów zarządzania bezpieczeństwem i higieną pracy
- PN-N-18001:2004 – systemy zarządzania bezpieczeństwem i higieną pracy

- ISMS – systemy zarządzania bezpieczeństwem informacji
- TickIT – brytyjski standard dla dostawców systemów informatycznych

- 9000 0056 – standard zarządzania jakością dostaw w przemyśle lotniczym
- TS 157 – standard zarządzania jakością dostaw w przemyśle lotniczym

- ISO 9001:2008 Wymagania systemu zarządzania jakością
- ISO 9000:2000 Pojęcia i definicje systemu zarządzania jakością. (Księga Jakości, proces, procedura, instrukcja, system jakości)

- ISO 45000 – systemy zarządzania w laboratoriach, w tym:
  - PN-EN 45001 Ogólne kryteria działania laboratoriów badawczych,
  - PN-EN 45002 Ogólne kryteria oceny laboratoriów badawczych,
  - PN-EN 45003 Ogólne kryteria dotyczące jednostek akredytujących laboratoria badawcze,
  - PN-EN 45011 Ogólne kryteria dotyczące jednostek certyfikujących wyroby,
  - PN-EN 45012 Ogólne kryteria dotyczące jednostek certyfikujących systemy jakości,
  - PN-EN 45013 Ogólne kryteria dotyczące jednostek certyfikujących personel,
  - PN-EN 45014 Ogólne kryteria dotyczące deklaracji zgodności wydawanej przez dostawców.
  - PN-EN ISO/IEC 17025 Ogólne wymagania dotyczące laboratoriów badawczych i wzorcujących

- EN 460001/2 – certyfikacja na zgodność z wymogami dla producentów wyrobów medycznych

- ISO 13485 – zastąpiła EN 46001

- ISO 19011:2000 – norma dotycząca audytowania systemów jakości i środowiska

- GOST – rosyjskie normy